# Міерас
Міерас (Mieres) — село та муніципалітет в Іспанії, у комарці Гарроча, у провінції Жирона, в Каталонії.